# Neodexiopsis ponti
Neodexiopsis ponti är en tvåvingeart som beskrevs av Márcia Souto Couri 1987. Neodexiopsis ponti ingår i släktet Neodexiopsis och familjen husflugor. Inga underarter finns listade i Catalogue of Life.